# 索讷维尔
索讷维尔（法語：Sonneville，法語發音：[sɔnvil]）是法国夏朗德省的一个旧市镇，位于该省西北部，属于干邑区。2016年，索讷维尔与市镇鲁亚克和普莱扎克合并为新的鲁亚克。

## 地理
索讷维尔（45°48'13"N, 0°8'2"W）面积10.43 平方千米，位于法国新阿基坦大区夏朗德省，该省份为法国西部内陆省份，北起德塞夫勒省和维埃纳省，东临上维埃纳省，东南至多尔多涅省，南至多爾多涅省，西接滨海夏朗德省。
与索讷维尔接壤的市镇（或旧市镇、城区）包括：昂维尔、马勒伊、蒙蒂涅、鲁亚克、讷维克堡。
索讷维尔的时区为UTC+01:00、UTC+02:00（夏令时）。

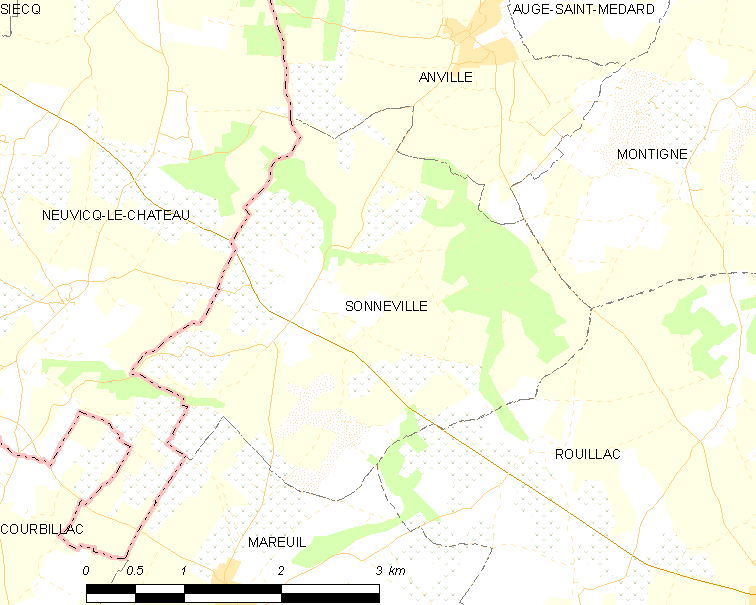
索讷维尔的OSM定位图

## 行政
索讷维尔的邮政编码为16170，INSEE市镇编码为16371。

## 政治
索讷维尔所属的省级选区为努埃尔河谷县。

## 人口

1962-2008年间索讷维尔人口变化图示

索讷维尔于2018年1月1日时的人口数量为227人。